# Institute of Physics
Pour les articles homonymes, voir IOP.
L'Institute of Physics (IOP) est la principale association de physique du Royaume-Uni et de l'Irlande. Son but est la promotion de la pratique, de  la compréhension et de l'application de la physique. Elle compte environ 40 000 membres.
L'IOP est responsable de l'émission des titres officiels de Chartered Physicist (CPhys) et de Chartered Engineer (CEng), dans ce dernier cas en tant qu'organisation désignée par l’Engineering Council. De plus, l'IOP offre à ses membres des conseils pour orienter leur carrière et leur développement professionnel. Dans le cadre de sa mission, elle s'engage à intéresser le public à la physique et maintient physics.org, un site web informatif sur la physique, et un blogue. L'IOP se veut un acteur majeur sur la scène politique, assurant des représentations pour que la physique soit plus présente dans l'éducation, la recherche et l'industrie britannique.

## Historique
L'IOP actuel est né en 1960 de la fusion entre la Physical Society of London, fondée en 1874, et l'Institute of Physics, fondé en 1920.

### LaPhysical Society of London
La Physical Society (en) fut fondée afin de fournir un forum pour la promotion et la discussion de la recherche en physique. La société fut officiellement formée le 14 février 1874, son premier président était John Hall Gladstone. Dès ses débuts, la société organisa des réunions et des manifestations publiques et publia les Proceedings of the Physical Society. L'adhésion à la société était ouverte à un large public, incluant des scientifiques renommés, des enseignants d'école et des amateurs de sciences.

### L'Institute of Physicset laPhysical Society
Au début du XXe siècle s'est développée la profession de physicien, en particulier avec l'augmentation de la demande en scientifiques pendant la Première Guerre mondiale. En 1917, les Council of the Physical Society, Faraday Society, Optical Society et Roentgen Society cherchèrent à améliorer le statut professionnel des physiciens. À cette fin, l'Institute of Physics fut créé en 1920 sous licence spéciale du Board of Trade. Richard Glazebrook fut élu premier président de l'Institute. Comme pour la Physical Society, la diffusion des connaissances était un but fondamental de l'Institute, qui commença la publication de Journal of Scientific Instruments en 1922 (aujourd'hui Measurement Science and Technology). Les Reports on Progress in Physics annuels débutèrent en 1934 et sont toujours publiés.

### Fusion
En 1960 eut lieu la fusion de la Physical Society et de l'Institute of Physics en une seule organisation, l'Institute of Physics and the Physical Society, combinant la tradition de société savante de la Physical Society et celle de corps professionnel de l'Institute of Physics. Après l'obtention d'une charte royale en 1970, l'organisation se renomma Institute of Physics.
Le siège de l'Institute of Physics est actuellement situé à 76 Portland Place à Londres ; sa maison d'édition se trouve à Bristol.